# Glenn Flear
Glenn Curtis Flear est un joueur d'échecs anglais né le 12 février 1959 à Leicester et résidant en France à  Montpellier. Grand maître international depuis 1987, il est l'auteur de nombreux livres sur les échecs. Il a participé à un championnat du monde par équipe (médaille de bronze en 1985), à une olympiade d'échecs (médaille d'argent en 1986) et un tournoi interzonal (en 1987).

## Biographie et carrière
Flear obtint le titre de maître international en 1983 et celui de grand maître en 1987. En mars 1986, il créa une sensation en remportant le très fort tournoi d'échecs de Londres devant Chandler, Short, Nunn, Ribli, Polougaïevski, Portisch, Spassky, Vaganian, Speelman et Larsen. Pendant le même tournoi, il épousa Christine Leroy, championne de France en 1985 sous le nom de Leroy puis quatre fois championne de France sous le nom de Christine Flear dans les années 1990.
En 1986, il était classé 94e mondial avec un classement Elo de 2 505 points en juillet 1986. La même année, grâce à une deuxième place au tournoi zonal de Bath, il se qualifia pour le tournoi interzonal de Szirák, disputé en 1987, où il finit à la quinzième place sur 18 participants.
Outre le tournoi de Londres en 1986, il a remporté les tournois open de :
- Bruxelles 1987 ;
- Palma de Majorque 1991 ;
- Créon (Corinthe) 1998 et 2001 ;
- Djerba 1998 ;
- Montpellier 2001 ;
- le tournoi de Hastings open (Challengers) en 2001-2002 (ex æquo avec Vitali Tseschkovski, Zvonko Stanojoski, Keith Arkell et Sergueï Azarov)[2] ;
- Pierrevert 2003.

Son classement Elo était de 2 508 points en avril 2008.

## Compétitions par équipe
En 1980, Glenn Flear remporta la médaille d'argent par équipe aux olympiades universitaires (championnat du monde des étudiants par équipe) à Mexico. En 1985, il remporta la médaille de bronze par équipe au championnat du monde d'échecs par équipes de Lucerne en Suisse.
Flear participa à l'olympiade d'échecs de 1986 à Dubaï et remporta la médaille d'argent par équipe.
En 2003, il a représenté l'Angleterre au troisième échiquier au championnat d'Europe d'échecs des nations à Plovdiv.
Depuis 2001, Glenn Flear participe chaque année au championnat de Grande-Bretagne par équipe, la Four Nations Chess League (4NCL), compétition qu'il a remporté à onze reprises.
En France, il participe à la première division championnat de France d'échecs des clubs avec le club de Montpellier qui finit troisième en 2008 et quatrième en 2009.

## Publications
Parties de grands maîtres commentées
- Grandmaster Chess, Cadogan Chess, 1995

Livres sur les ouvertures
- The Slav for the Tournament Player, Batsford, 1988
- New Ideas in the Queen's Gambit Accepted, Batsford, 1994
- Trends in the Benko Gambit: v. 3, 1996
- Trends in the King's Indian 6 Be2: v. 3, 1997
- Trends in the London System: v. 2, 1998
- Open Spanish, Batsford, 1999
- Open Ruy Lopez, Everyman Chess, 2000
- Offbeat Spanish : Meeting the Spanish Without 3...a6 , 2001
- The …a6 Slav, Everyman Chess, 2003
- The Ruy Lopez Main Line, 2004
- Starting Out: Slav and Semi-Slav, Everyman Chess, 2005
- (avec Emms et Greet) Dangerous Weapons: 1.e4 e5, 2008
- (avec Palliser et Ward) Dangerous Weapons: The Queen’s Gambit, 2008
- (avec Palliser et Dembo) Dangerous Weapons: The King's Indian, 2009
- Starting Out : the Open Games, Everyman Chess, 2010

Livres sur les finales
- Improve Your Endgame Play, Everyman Chess, 2000,  (ISBN 1-85744-246-6).
- Mastering the Endgame, Everyman Chess, 2001.  (ISBN 1-85744-233-4).
- Test Your Endgame Thinking, Everyman Chess, 2002.  (ISBN 1-85744-305-5).
- Starting Out: Pawn Endgames, Everyman Chess, 2004.  (ISBN 1-85744-362-4).
- Practical Endgame Play - Beyond the Basics: the Definitive Guide to the Endgames that Really Matter, Everyman Chess, 2007.  (ISBN 978-1-85744-555-8)
- Tactimania: Find the Winning Combination, Quality Chess, 2011.  (ISBN 1-90655-298-3).

Livres traduits en français
- En Finale, volume 1, Olibris, 2008
- En Finale, volume 2, Olibris, 2008
- Tactimania : Trouvez la combinaison gagnante, Olibris, 2011